# 津空襲

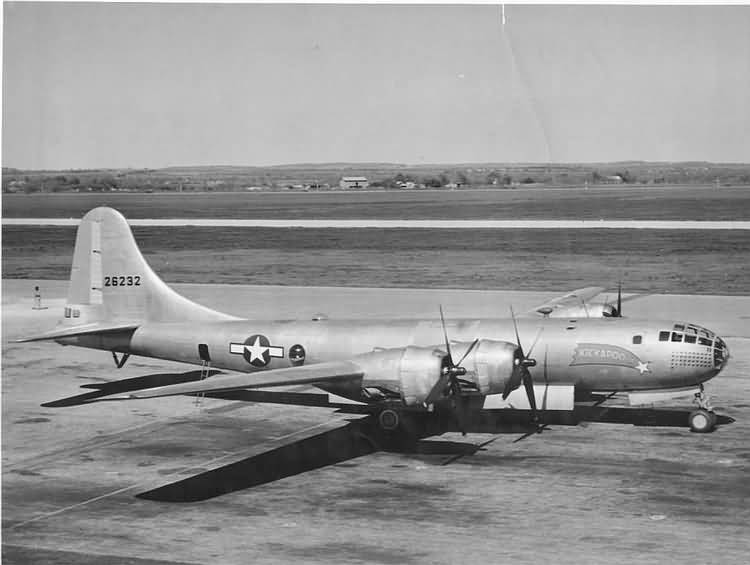
空襲を行ったB29爆撃機

津空襲（つくうしゅう）は、アメリカ軍によって太平洋戦争中の1945年（昭和20年）に行われた三重県津市への無差別爆撃。被害は少なくとも死者2,500人以上、全損家屋1万戸以上、罹災者1万6千人以上にのぼる。

## 概要
- 3月12日、初空襲。
- 3月19日、長岡地区に空襲。初めて被害者が出る[1]。
- 4月7日、神戸地区に空襲、死者26人[2]。
- 6月26日、軍需工場などに空襲、死者約600人[3]。
- 7月16日、艦載機による機銃掃射、伊勢電気鉄道の乗客や通行人4人死亡[4]。
- 7月24日、市中心部に空襲、死者約1,200人[4]。
- 7月28日、深夜に空襲、市街地のほとんどが焼失[4]。死者500 - 600人[4]。

## その他

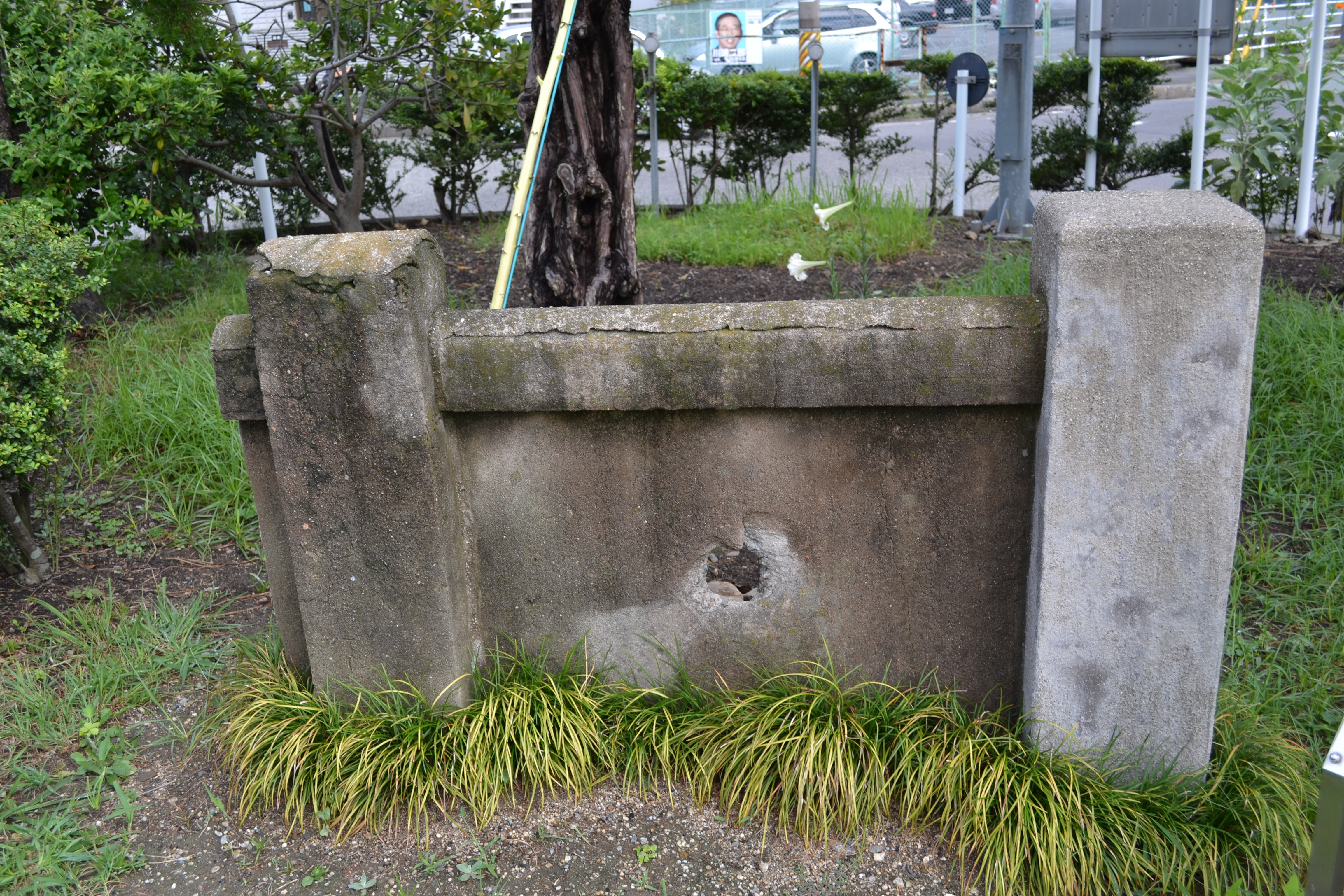
阿漕津空襲跡
7月24日の空襲により破損した塀の一部（阿漕駅前）。この空襲で駅周辺は悲惨な状況になったという。

- 7月28日の空襲で三重県立図書館が焼失。1939年（昭和14年）の開館から僅か6年で姿を消すことになった[5]。蔵書の一部は疎開させていたものの、ほとんどを焼失した[注 1]。
- 三重県内では津のほか四日市、桑名、宇治山田、鈴鹿、松阪、上野などが無差別爆撃の被害を受けたが、中でも津市の犠牲者が特に多く、住宅地帯への無差別爆撃が行われた[1]。
- 空襲の10年後に、津の中河原海岸（文化村海岸）で橋北中学校水難事件が発生し、女子生徒36人が死亡。「犠牲者の亡霊によって海に引きずり込まれた」との噂が流れた。